# Smicromyrme ingauna
Smicromyrme ingauna ist ein Hautflügler aus der Familie der Ameisenwespen (Mutillidae). Ob die Art wirklich der Gattung Smicromyrme zuzurechnen ist, ist bisher noch unklar.

## Merkmale
Die Wespen haben eine Körperlänge von 6 bis 9 Millimetern (Weibchen) bzw. 7 bis 9 Millimetern (Männchen). Bei den Weibchen ist die obere Hälfte des Kopfes und der Hinterleib schwarz, die Basis der Mandibeln, die Stirnplatte (Clypeus), die Fühler, der Thorax und bei manchen Individuen auch teilweise das erste Tergit und die Beine sind rot gefärbt. Der Scheitel, das komplette dritte Tergit und die ersten vier Sternite sind hell behaart. Ebenso behaart sind die mittig verbreiterte Binde am Endrand des zweiten Tergits und drei runde Flecken vorne auf diesen Tergit, von denen der mittlere Fleck stärker behaart ist. Die Stirnplatte trägt mittig einen Längsgrat. Das Propodeum ist oben gewölbt. Das zweite Tergit ist gleich lang wie breit. Bei den Männchen sind der Kopf, die Tegulae, die ventrale Seite des Thorax, der Hinterleib und die Beine schwarz. Der Thorax ist dorsal und seitlich rot gefärbt. Die Stirn, die Endbinden des ersten und zweiten Tergits und das komplette dritte und vierte Tergit sind hell behaart. Auf dem zweiten Tergit an den Seiten und auf den Beinen befinden sich ebenso solche Haare. Das dritte Glied der Fühler ist nur ungefähr halb so lang wie breit, die restlichen Glieder sind eineinhalb- bis zweimal so lang wie breit.

## Vorkommen und Lebensweise
Die Art ist in Südfrankreich, Italien, im Aostatal und in Rumänien nachgewiesen. Welche Arten die Larven parasitieren, ist unbekannt.

## Belege
F. Amiet: Fauna Helvetica 23: Vespoidea 1. Centre Suisse de Cartographie de la Faune, 2008, ISBN 978-2-88414-035-5.